# 호감도 차이
호감도 차이(영어: liking gap 라이킹 갭[*])는 한 사람이 다른 사람이 자신을 얼마나 좋아한다고 생각하는지와 그 상대방의 실제 의견 사이의 차이를 뜻한다. 연구에 따르면 대부분의 사람들은 다른 사람들이 자신을 좋아하는 정도와 자신과 함께 있는 것을 즐기는 정도를 실제보다 과소평가하는 것으로 나타났다.

## 실증 연구
호감도 차이를 최초로 조사한 연구는 다양한 상황에서 사람들의 상호작용을 살펴보았다. 실험실 환경에서 처음 만난 낯선 사람들, 기숙사 룸메이트를 알아가는 대학교 1학년 학생들, 자기계발 워크숍에서 서로를 알아가는 일반인들을 대상으로 연구가 진행되었다. 사람들은 대화 상대방이 자신을 좋아하고 함께 있는 것을 즐기는 정도를 과소평가하는 경향이 있었다. 이러한 차이는 기숙사 룸메이트를 대상으로 한 1년간의 연구에서도 나타났다. 룸메이트들은 1년 동안 여러 차례 검사에 참여했는데, 이 차이는 지속적으로 나타났다. 사람들은 자신의 대화에 대해 다른 사람들의 수행에 대한 평가보다 더 부정적으로 평가하는 것으로 일관되게 나타났다. 다른 연구에서는 처음 만난 사람들의 대화를 녹화한 영상을 즐거움을 나타내는 언어적, 비언어적 단서를 바탕으로 판단했다. 외부 관찰자들에게 명백한 단서가 있었음에도 불구하고 참가자들 사이에서는 여전히 이러한 차이가 존재했다. 또한 이 차이는 짧은 대화, 중간 길이의 대화, 긴 대화 등 다양한 길이의 대화에서도 나타났다.
호감도 차이는 5세경부터 발달하기 시작한다는 증거가 있는데, 이는 아동들이 다른 사람들로부터 평가받는 방식에 대해 더 많이 인식하고 신경 쓰기 시작하는 시기와 일치한다.
이러한 차이가 사람들이 항상 부정적이라는 것을 의미하지는 않는다. 연구에 따르면 사람들은 일반적으로 자신과 타인에 대해 호의적인 견해를 가지고 있다. 그러나 사람들이 다른 사람들과의 상호작용을 생각할 때는 자기비판적인 경향을 보인다는 증거가 있다.

## 같이 보기
- 스포트라이트 효과
- 투명성의 환상